# Bogdan Vrăjitoarea
Bogdan Mihăiță Vrăjitoarea (n. 7 februarie 1978, Craiova, România) este un fost fotbalist român.